# Storena lebruni
Storena lebruni är en spindelart som beskrevs av Simon 1886. Storena lebruni ingår i släktet Storena och familjen Zodariidae. Inga underarter finns listade i Catalogue of Life.